# Petr Vlček
Petr Vlček (Mariánské Lázně, 1973. október 18. –) cseh válogatott labdarúgó.

## Fordítás
Ez a szócikk részben vagy egészben  a   Petr Vlček című angol Wikipédia-szócikk fordításán alapul.  Az eredeti cikk szerkesztőit annak laptörténete sorolja fel. Ez a jelzés csupán a megfogalmazás eredetét és a szerzői jogokat jelzi, nem szolgál a cikkben szereplő információk forrásmegjelöléseként.